# Lincoln County (Maine)
Lincoln County is een county in de Amerikaanse staat Maine.
De county heeft een landoppervlakte van 1.181 km² en telt 33.616 inwoners (volkstelling 2000). De hoofdplaats is Wiscasset.